# Cynipini
Tribu
Les Cynipini sont une tribu d'insectes hyménoptères de la famille des Cynipidae. Ils sont responsables de la formation de galles sur divers végétaux.

## Liste des genres
Selon ITIS (9 avril 2014) :
- genre Acraspis Mayr, 1881
- genre Amphibolips Reinhard, 1865
- genre Andricus Hartig, 1840
- genre Aphelonyx Mayr, 1881
- genre Atrusca Kinsey, 1930
- genre Belonocnema Mayr, 1881
- genre Biorhiza Westwood, 1840
- genre Callirhytis Förster, 1869
- genre Chilaspis Mayr, 1881
- genre Cynips Linnaeus, 1758
- genre Disholcaspis Dalla Torre & Kieffer, 1910
- genre Dryocosmus Giraud, 1859
- genre Eumayria Ashmead, 1887
- genre Heteroecus Kinsey, 1922
- genre Loxaulus Mayr, 1881
- genre Neuroterus Hartig, 1840
- genre Odontocynips Kieffer, 1910
- genre Philonix Fitch, 1859
- genre Plagiotrochus Mayr, 1881
- genre Pseudoneuroterus Kinsey, 1923
- genre Trichagalma Mayr, 1907
- genre Trigonaspis Hartig, 1840

Selon NCBI (9 avril 2014) :
- genre Andricus
- genre Aphelonyx
- genre Belonocnema
- genre Biorhiza
- genre Callirhytis
- genre Cyclocynips
- genre Cynips
- genre Disholcaspis
- genre Dryocosmus
- genre Neuroterus
- genre Plagiotrochus
- genre Pseudoneuroterus
- genre Trichagalma
- genre Trigonaspis
- genre Xanthoteras